# Коноцибе молочная
Коноцибе молочная (лат. Conocybe apala, [syn.  Conocybe lactea, Conocybe albipes]) — вид грибов из семейства Больбитиевые (Bolbitiaceae).

## Таксономия

### Синонимы
- Agaricus apalus Fr., 1818
- Bolbitius albipes G.H. Otth, 1871
- Bolbitius huijsmanii (Watling) Bon, 1990
- Bolbitius tener (J.E. Lange) Bon, 1990
- Conocybe albipes (G.H. Otth) Hauskn., 1998
- Conocybe apala var. albipes (G.H. Otth) Arnolds, 2003
- Conocybe huijsmanii Watling, 1983
- Conocybe huijsmanii var. conica Watling, 1993
- Conocybe lactea (J.E. Lange) Métrod, 1940
- Galera apala (Fr.) Sacc., 1887
- Galera lactea J.E. Lange, 1938
- Pluteolus apalus (Fr.) Quél., 1886

## Описание
- Шляпка 1—3 см в диаметре, в молодом возрасте конической, затем колокольчатой формы, беловатого или кремового цвета, в центре с охристым оттенком. Край шляпки рубчатый.
- Мякоть беловатого цвета, без особого вкуса и запаха.
- Гименофор пластинчатый, пластинки часто расположенные, почти свободные от ножки, в молодом возрасте беловатого, затем красновато-коричневого цвета.
- Ножка 4—10 см длиной и 0,1—0,3 см толщиной, почти ровная, обычно с бульбовидным утолщением в основании, бархатистая или почти гладкая, беловатого или белого цвета. Кольцо отсутствует.
- Споровый порошок красновато-коричневого цвета. Споры 10—14×6—9 мкм, эллиптической формы, гладкие, с порой прорастания, светло-коричневого цвета.
- Съедобен, однако не представляет гастрономической ценности из-за мелких размеров. По другим данным, ядовита.

## Ареал и экология
Встречается обычно небольшими группами, в Северной Америке и Европе, на полянах, лугах. Сапротроф.